# Galícia EC
Der Galícia Esporte Clube, in der Regel nur kurz Galícia genannt, ist ein Fußballverein aus Salvador im brasilianischen Bundesstaat Bahia.

## Erfolge
- Staatsmeisterschaft von Bahia: 1937, 1941, 1942, 1943, 1968
- Staatsmeisterschaft von Bahia – 2nd Division: 1985, 1988, 2013

## Stadion

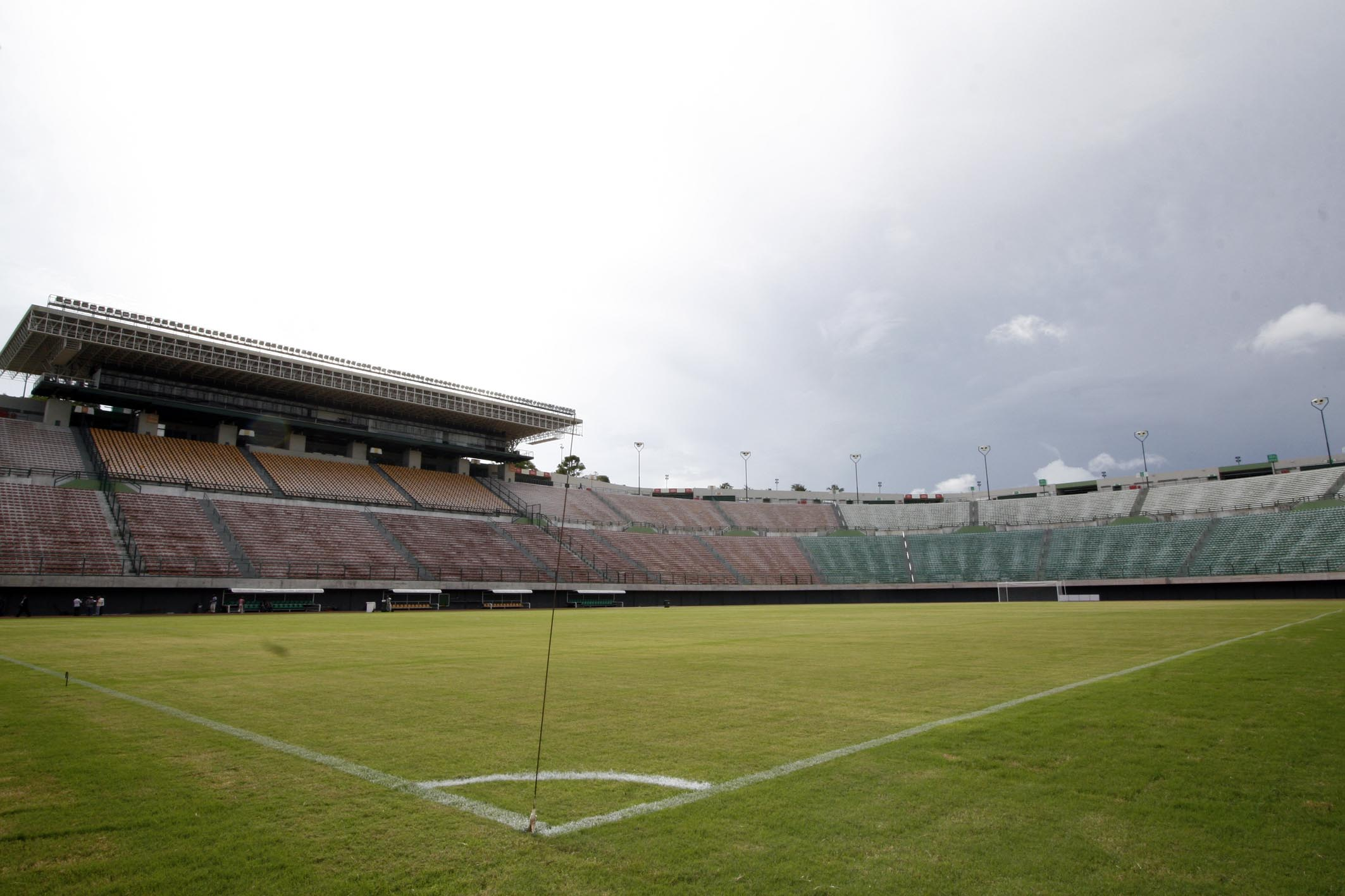
Estádio de Pituaçu

Der Verein trägt seine Heimspiele im Estádio de Pituaçu, auch unter dem Namen Estádio Governador Roberto Santos bekannt, in Salvador aus. Das Stadion hat ein Fassungsvermögen von 32.157 Personen.

## Trainerchronik
| Trainer           | Nation    | von          | bis           |
| ----------------- | --------- | ------------ | ------------- |
| Cleibson Ferreira | Brasilien | 1. Juli 2010 | 30. Juni 2014 |
| Fernando Almeida  | Brasilien | 2019         |               |
| Sergio Odilon     | Brasilien | 2017         |               |
| Fernando Almeida  | Brasilien | 2021         |               |